# Шостаківська сільська рада (Катеринопільський район)
Шостакі́вська сільська́ ра́да — адміністративно-територіальна одиниця та орган місцевого самоврядування в Катеринопільському районі Черкаської області. Адміністративний центр — село Шостакове.

## Загальні відомості
- Населення ради: 497 осіб (станом на 2001 рік)

## Населені пункти
Сільській раді підпорядковані населені пункти:
- с. Шостакове

## Склад ради
Рада складається з 12 депутатів та голови.
- Голова ради: Піщаний Микола Петрович
- Секретар ради: Лізанець Наталія Олександрівна

### Керівний склад попередніх скликань
| Прізвище, ім'я, по батькові | Основні відомості                                                                       | Дата обрання | Дата звільнення |
| --------------------------- | --------------------------------------------------------------------------------------- | ------------ | --------------- |
| Піщаний Микола Петрович     | Сільський голова, 1967 року народження, освіта середня спеціальна, безпартійний         | 26.03.2006   | 31.10.2010      |
| Піщаний Микола Петрович     | Сільський голова, 1967 року народження, освіта середня спеціальна, член Партії регіонів | 31.10.2010   | 25.10.2015      |
| Піщаний Микола Петрович     | Сільський голова, 1967 року народження, освіта вища, безпартійний                       | 25.10.2015   |                 |

Примітка: таблиця складена за даними сайту Верховної Ради України та ЦВК

### Депутати VII скликання
За результатами місцевих виборів 2015 року депутатами ради стали:

#### За суб'єктами висування
| Суб'єкт висування                                     | Кількість обраних депутатів | %     |
| ----------------------------------------------------- | --------------------------- | ----- |
| Самовисування                                         | 8                           | 66.67 |
| політична партія Всеукраїнське об'єднання «Черкащани» | 4                           | 33.33 |

#### За округами
| № округу | Прізвище, ім'я, по батькові    | Ким висунуто                                          | Дата нар.  | Освіта              | Партійна приналежність                                      | Відомості                                                 |
| -------- | ------------------------------ | ----------------------------------------------------- | ---------- | ------------------- | ----------------------------------------------------------- | --------------------------------------------------------- |
| 1        | Найденко Людмила Миколаївна    | Самовисування                                         | 27.04.1968 | вища                | безпартійна                                                 | Шостаківська сільська рада, землевпорядник                |
| 2        | Шевченко Мар'яна Володимирівна | Самовисування                                         | 07.10.1987 | вища                | безпартійна                                                 | Катеринопільсько-Тальнівський військомат, гол. спеціаліст |
| 3        | Бадрак Валентина Василівна     | Самовисування                                         | 03.06.1957 | вища                | безпартійна                                                 | Шостаківська сільська рада, гол. бухгалтер                |
| 4        | Гавриш Валентина Миколаївна    | Самовисування                                         | 23.08.1976 | вища                | безпартійна                                                 | Шостаківський НВК, вчитель                                |
| 5        | Полікаренко Віра Вікторівна    | Самовисування                                         | 07.11.1971 | вища                | безпартійна                                                 | Катеринопільський райавтодор, оператор ЕОМ                |
| 6        | Гавриш Олександр Іванович      | політична партія Всеукраїнське об'єднання «ЧЕРКАЩАНИ» | 22.01.1970 | професійно-технічна | член політичної партії Всеукраїнське об'єднання «ЧЕРКАЩАНИ» | ТОВ НВФ «Урожай», тракторист                              |
| 7        | Казанюк Надія Іванівна         | Самовисування                                         | 18.01.1978 | вища                | безпартійна                                                 | Шостаківський НВК, вчитель                                |
| 8        | Піщана Оксана Петрівна         | Самовисування                                         | 15.08.1981 | професійно-технічна | безпартійна                                                 | Тимчасово не працює                                       |
| 9        | Колісник Віктор Іванович       | політична партія Всеукраїнське об'єднання «ЧЕРКАЩАНИ» | 18.02.1958 | професійно-технічна | член політичної партії Всеукраїнське об'єднання «ЧЕРКАЩАНИ» | ТОВ НВФ «Урожай», завідувач господарства                  |
| 10       | Гурський Віктор Олександрович  | політична партія Всеукраїнське об'єднання «ЧЕРКАЩАНИ» | 10.03.1972 | професійно-технічна | член політичної партії Всеукраїнське об'єднання «ЧЕРКАЩАНИ» | ТОВ НВФ «Урожай», водій                                   |
| 11       | Буйна Любов Миколаївна         | Самовисування                                         | 09.07.1966 | професійно-технічна | безпартійна                                                 | Тимчасово не працює                                       |
| 12       | Шукало Володимир Сергійович    | політична партія Всеукраїнське об'єднання «ЧЕРКАЩАНИ» | 25.03.1982 | вища                | член політичної партії Всеукраїнське об'єднання «ЧЕРКАЩАНИ» | ТОВ НВФ «Урожай», агроном                                 |

### Депутати VI скликання
За результатами місцевих виборів 2010 року депутатами ради стали:

#### За суб'єктами висування
| Суб'єкт висування | Кількість обраних депутатів | %   |
| ----------------- | --------------------------- | --- |
| Самовисування     | 12                          | 100 |

#### За округами
| № округу | Прізвище, ім'я, по батькові    | Дата визнання обраним | Освіта             | Партійна приналежність | Відомості про обраного депутата                            |
| -------- | ------------------------------ | --------------------- | ------------------ | ---------------------- | ---------------------------------------------------------- |
| 1        | Мандрика Олександр Юрійович    | 01.11.2010            | вища               | член Партії регіонів   | Шостаківський НВК, вчитель                                 |
| 2        | Калиушко Яків Олексійович      | 01.11.2010            | середня            | позапартійний          | СТОВ *Агропрогрес-Ка-теринопі-льське*, комірник            |
| 3        | Бадрак Валентина Василівна     | 01.11.2010            | вища               | позапартійна           | Шостаківська с/рада, бухгалтер                             |
| 4        | Гавриш Валентина Миколаївна    | 01.11.2010            | вища               | позапартійна           | Шостаківський НВК, вчитель                                 |
| 5        | Полікаренко Віра Вікторівна    | 01.11.2010            | вища               | позапартійна           | Райавтодор, оператор ЕОМ                                   |
| 6        | Колісник Віктор Іванович       | 01.11.2010            | середня спеціальна | член Партії регіонів   | СТОВ *Агропрогрес-Ка-теринопі-льське*, заступник директора |
| 7        | Крижанівська Надія Петрівна    | 01.11.2010            | середня спеціальна | позапартійна           | тимчасово не працює                                        |
| 8        | Калінічук Тамара Володимирівна | 01.11.2010            | вища               | позапартійна           | Шостаківський НВК, директор НВК                            |
| 9        | Мандрика Віта Олегівна         | 01.11.2010            | вища               | позапартійна           | Шостаківський НВК, вчитель                                 |
| 10       | Бадрак Сергій Миколайович      | 01.11.2010            | середня спеціальна | позапартійний          | Катеринопільський елеватор, електрозварювальник            |
| 11       | Гавриш Олександр Іванович      | 01.11.2010            | середня спеціальна | позапартійний          | СТОВ *Агропрогрес-Ка-теринопі-льське*, механізатор         |
| 12       | Лізанець Наталія Олександрівна | 01.11.2010            | вища               | позапартійна           | Шостаківська с/рада, секретар                              |